# Jakob Ernst Koch (Superintendent, 1865)
Jakob Ernst Koch, je nach Zählweise Jakob Ernst Koch III. oder Jakob Ernst Koch IV. (* 3. August 1865 in Wallern an der Trattnach; † 23. November 1947 in Linz) war der vierte Pfarrer der evangelischen Kirchengemeinde Wallern und Superintendent der evangelischen Superintendentur A. B. Oberösterreich.

## Leben
Er war ein Spross der Pfarrerdynastie Koch, deren Mitglieder seit der dem Toleranzpatent Kaiser Josefs II. als Pastoren, Senioren und Superintendenten das religiöse Leben der oberösterreichischen evangelischen Kirche bestimmten. Nach dem Besuch der Grundschule und des Gymnasiums studierte er – mehr auf Wunsch seiner Eltern, als aus eigenem Antrieb –  evangelische Theologie. Seine Ausbildung zum pfarramtsfähigen Kandidaten absolvierte er an den Hochschulen in Wien, Erlangen, Leipzig und Greifswald. Bevor er 1890 Pfarrer in Scharten wurde, wirkte er zwei Jahre bei seinem Vater Jakob Ernst III. als Superintendentalvikar. Nach seinem Ableben übernahm er 1908 die Pfarrstelle in Wallern.
Als nach der Pensionierung seines Onkels Josef Friedrich Koch die Stelle des Superintendenten neu zu besetzen war, wurde er zu seinem Nachfolger gewählt. Am 29. Juni 1921 wurde er feierlich in das Amt eingeführt.
Als Superintendent nahm er 1925 als Vertreter der Evangelischen Kirche A. B. in Österreich an der Stockholmer Weltkirchenkonferenz teil.
Koch war führend an der Ausarbeitung der Kirchenverfassung von 1931 beteiligt, die jedoch aus politischen Gründen nie in Kraft trat.
Nach der im Jahr 1936 erfolgten Versetzung in den Ruhestand nahm er von 1942 bis 1945 noch einmal den Predigt- und Seelsorgedienst in Wallern auf, ohne das Pfarramt allerdings offiziell auszuüben.

## Werke
Als Kirchenhistoriker verfasste er eine Geschichte der Gesangbuchfrage in Oberösterreich seit den Tagen der Toleranz und ein Werk mit dem Titel Luther und das Landl, das wegen seiner Verständlichkeit und methodischen Klarheit weite Verbreitung fand.

## Familiäres
Jakob Ernst Koch IV. war in erster Ehe mit der Emilie Ludwig (1868–1923) verheiratet. Das Ehepaar hatte drei Töchter und zwei Söhne. Der ältere Sohn, Jakob Ernst Koch V., schlug ebenfalls die kirchliche Laufbahn ein und wurde Pfarrer in Ramsau am Dachstein.
Nach dem Tod seiner ersten Frau heiratete Jakob Ernst Koch die verwitwete Amalie Löhr geb. Ludwig, eine Cousine Emilies.

## Varia
Anlässlich der 400-jährigen Wiederkehr des Todestages des auf dem Scheiterhaufen hingerichteten Leonhard Kaiser weihte Koch am sogenannten Gries in Schärding einen Gedenkstein für den  evangelischen Glaubenshelden ein.